# Renilla
Renilla is een geslacht van zeeveren uit de familie van de Renillidae.

## Soorten
- Renilla amethystina Verrill, 1864
- Renilla chilensis Philippi, 1892 (nomen dubium)
- Renilla edwardsii Herklots, 1858
- Renilla koellikeri Pfeffer, 1886
- Renilla muelleri Kölliker, 1872
- Renilla octodentata Zamponi & Pérez, 1995
- Renilla reniformis (Pallas, 1766)

Niet geaccepteerde soorten:
- Renilla americana Lamarck, 1816 → Renilla reniformis (Pallas, 1766)
- Renilla chilensis Philippi, 1893 → Renilla chilensis Philippi, 1892
- Renilla sinuata Gray, 1860 → Renillina sinuata (Gray, 1860)